# Wilgner Mendes
Wilgner Vinicius Mendes (ur. 20 września 2000) – brazylijski judoka.
Brązowy medalista igrzysk Ameryki Południowej w 2022 i pierwszy w drużynie.